# Hardware cu sursă deschisă
Hardware-ul cu sursă deschisă (în engleză Open source hardware) este hardware care este proiectat și oferit în același fel ca și programele cu sursă deschisă (sau ca software-ul liber). Hardware-ul cu sursă deschisă face parte din cultura „open source” și aplică conceptul sursei deschise (engleză open source) la hardware. De obicei termenul înseamnă că informația despre acel hardware este disponibilă tuturor. Acest lucru include proiectarea hardware-ului (adică scheme, liste de materiale și date privind schema circuitului imprimat), precum și un statut de software liber pentru software-ul care comandă hardware-ul respectiv.
De la apariția dispozitivelor programabile reconfigurabile, partajarea proiectelor logice a fost o formă a hardware-ului cu sursă deschisă. În loc să se partajeze schemele (ca în limbajele de descriere a hardware-ului), se partajează codul HDL (Hardware Description Language).